# War Photographer
War Photographer è un documentario del 2001 diretto da Christian Frei candidato al premio Oscar al miglior documentario.